# Feride Kastrati
Feride Kastrati (ur. 23 maja 1993) – kosowska piłkarka, reprezentantka Kosowa w piłce nożnej kobiet od 2017 roku.